# 國際泰拳總會
國際泰拳總會（International Federation of Muaythai Amateur，IFMA）是一個成立於1993年，專門管轄國際泰拳事務的組織。目前，該組有128個成員國加盟，旗下的主要比賽為東南亞運動會和亞洲室內暨武藝運動會的泰拳賽事以及世界錦標賽。它的總部設在泰國曼谷。

## 外部連結
- 官方網站（页面存档备份，存于）